# Carlo Farina
Carlo Farina (Mântua, 1600 - Viena, julho de 1639) foi um compositor, maestro e violinista italiano do início da era do Barroco.

## Vida
Farina supostamente recebeu suas primeiras lições de seu pai, que era sonatore di viola na corte de Gonzaga na cidade de Mântua, onde Carlo Farina nascera. Mais tarde continuará a formação musical, provavelmente com Salomone Rossi e Giovanni Battista Buonamente. Entre 1626 e 1629 trabalhou como spalla em Dresden. Trabalhou com Heinrich Schütz, que o interessou na arte de compor. De 1629 à 1631, foi membro proeminente da orquestra tribunal eleitoral de Bonn, até que regressa a Itália, onde trabalhou em Parma e posteriormente em Lucca, até 1635. Em 1635 ocupou uma posição na corte de Carlo I Cybo-Malaspina, Príncipe de Massa, e entre 1636 e 1637 em Gdańsk. Em 1638 ele viveu em Viena, até que provavelmente um ano depois morreu de praga.
É considerado um dos primeiros virtuosos do violino, fazendo muitas contribuições para a técnica de seu instrumento. Por exemplo, em seu trabalho Capriccio Stravagante (1627) ele usou o violino para imitar o som de animais, como o de cachorros latindo ou o de gatos brigando.
Para Carlo Farina foi concedido o título de Conde de Reggio di Calabria por Carlos Emanuel II, Duque de Saboia.

## Obra
Obras publicadas em Dresden:
- Libro delle pavane, gagliarde, brand: mascharata, aria franzesa, volte, balletti, sonate, canzone (1626)
- Ander Theil mais recente: Paduanen, Gagliarden, Couranten, französischen Arien (1627,incluindo um conjunto de Capriccio Stravagante)
- Il terzo libro delle pavane, gagliarde, brand: mascherata, arie franzese, volte, corrente, sinfonie (1627)
- Il quarto libro delle pavane, gagliarde, balletti, volte, passamezi, sonate, canzon (1628)
- Fünffter Theil newer Pavanen, Brand: Mascharaden, Balletten, Sonaten (1628)

Mais sete curtos balés adicionais que residem em uma cópia de manuscrito.